# Myzosiphon ribesinum
Myzosiphon ribesinum är en insektsart som först beskrevs av Van der Groot 1912.  Myzosiphon ribesinum ingår i släktet Myzosiphon, och familjen långrörsbladlöss. Arten är reproducerande i Sverige.